# Fassbeinigkeit
Fassbeinigkeit oder Varusstellung bezeichnet eine Gliedmaßenfehlstellung bei Tieren, bei der die Giedmaßenachsen bei Ansicht von vorn oder hinten nicht senkrecht und gerade verlaufen, sondern nach außen abweichen. Dies entspricht dem O-Bein (Genu varum) des Menschen, wobei bei Tieren die Achsenabweichung in der Regel nicht im Knie auftritt. Bei Pferden ist bei Fassbeinigigkeit insbesondere der Abstand der beiden Sprunggelenke vergrößert, gelegentlich auch der Vorderfuß- oder der Fesselgelenke. Bei Schafen sind vor allem die Sprunggelenke betroffen. Die Gliedmaßenfehlstellung führt häufig zur Überlastung der innenseitigen Gelenkabschnitte. Die entgegengesetzte Achsenabweichung bezeichnet man als Kuhhessigkeit.